# Жосин Мюлер
Жосин Мюлер (на немски: Josine Müller, по баща Ебсен) е германски психоаналитик, първият детски аналитик в Германия.

## Биография
Родена е на 10 октомври 1884 година в Хамбург, Германия, в семейството на Херман Ебсен, а майка ѝ умира малко след раждането. През 1906 започва да учи медицина във Фрайбург заедно с Карен Хорни, с която са приятелки. Във Фрайбург тя се запознава с Карл Мюлер-Брауншвайг, бъдещ директор на Берлинския психоаналитичен институт и се омъжва за него през 1913 г. Завършва през 1911 и започва работа в детския санаториум Хохенлихен и градската болница в Берлин. В периода 1913 – 1919 е асистент в болницата Фридрихшайн. Между 1915 и 1916 г. завършва специализацията си по неврология и психиатрия в Ланквиц. Преминава обучителна анализа (1921 – 1913) с Карл Абрахам и втора с Ханс Закс между 1923 и 1926 г. През 1921 влиза в Берлинското психоаналитично общество. Четири години по-късно мъжа ѝ Карл Мюлер-Брауншвайг се развежда с нея и се омъжва за Ада Шот.
Умира през 1930 година по време на пътуване към Канарските острови на 45-годишна възраст.